# Tecławska Góra
Tecławska Góra (pot. Góra Tecława) – zalesione wzniesienie na Pojezierzu Szczecineckim, położone w woj. wielkopolskim, w powiecie złotowskim, w granicach miasta Okonek. Na szczycie znajduje się dawna wieża Bismarcka – Wieża Tecława.
Według legendy w XVI w. w Lotyniu mieszkał rycerz–rabuś Tecław, rabujący mieszkańców Okonka. Z tego powodu często odbywały się krwawe bitwy. W końcu zdradzono mieszkańcom Okonka miejsce na górze za wsią, gdzie Tecław urządził swoją zasadzkę. Miejsce otoczono i pojmano Tecława wraz ze wszystkimi jego ludźmi. Po krótkim procesie rycerza powieszono na grubym drzewie na szczycie góry, która od tego czasu nazywa się Górą Tecława.
Do 1945 r. poprzednią niemiecką nazwę wzniesienia Tetzlaffs Berg. W 1950 r. ustalono urzędowo polską nazwę Tecławska Góra.